# 林铭森
林铭森（1944年—），汉族，中华人民共和国企业家、政治人物，福万（香港）有限公司董事长、香港中华总商会副会长，第十、十一、十二届全国政协委员。
2008年，当选第十一届全国政协委员，代表特邀香港人士，分入第五十二组。